# Sam Atwell
Samuel John "Sam" Atwell es un actor, director y guionista australiano, más conocido por haber interpretado a Kane Phillips en la serie Home and Away.

## Biografía
Sam está casado con la actriz Alison McGirr.

## Carrera
En el 2000 apareció por primera vez en la serie médica All Saints donde interpretó a Doug MacCreadie hasta el 2002, más tarde apareció nuevamente en la serie en el 2006 ahora interpretando a Alan Phillips durante el episodio "A Rock and a Hard Place".
En el 2005 se unió al elenco de la serie HeadLand donde interpretó a Craig Palmer hasta el final de la serie en el 2006.
El 9 de abril de 2001 se unió al elenco principal de la exitosa y popular serie australiana Home and Away donde interpretó a Kane Phillips, el exesposo de Kirsty Sutherland (Christie Hayes) hasta el 2005 y del 2008 hasta el 5 de marzo de 2009 después de que su personaje decidiera irse de la bahía al darse cuenta de que Kirsty ya no lo amaba. Sam también ha participado en la serie como escritor y director.

## Filmografía

### Series de televisión
| Año                      | Título              | Personaje       | Notas                           |
| ------------------------ | ------------------- | --------------- | ------------------------------- |
| 2013                     | Wonderland          | Matt            | episodio "Hooking Up"           |
| 2001 - 2005, 2008 - 2009 | Home and Away       | Kane Phillips   | 101 episodios                   |
| 2005 - 2006              | HeadLand            | Craig Palmer    | 58 episodios                    |
| 2000 - 2002              | All Saints          | Doug MacCreadie | 4 episodios                     |
| 1997                     | The Wayne Manifesto | Vernon          | episodio "Wheels Within Wheels" |

### Películas
| Año  | Título                           | Personaje            | Notas |
| ---- | -------------------------------- | -------------------- | --- |
| 2013 | Mercy Campaign for the Bali Nine | -                    | corto - junto a Nick Bolton, Wayne Bradley, Deborah Bradshaw, Kip Gamblin y Lisa Gormley                     |
| 2009 | Peanut Butter                    | Padre                | corto - junto a Ky Baldwin, Emma Fleming, Benjamin Gellie, Gemma Kaye y Mark McCann                          |
| 2007 | Acting Out                       | Danny                | corto - junto a Gregory Caine, Rebecca Clay, Lara Cox, Mark Jensen y Shaun McKean                            |
| 2002 | Seconds to Spare                 | Mesero               | junto a Antonio Sabato Jr., Kimberley Davies, Kate Beahan, Jerome Ehlers, Nick Tate y Christopher Morris     |
| 2001 | Jet Set                          | -                    | junto a David Field, Ryan Johnson, Deborah Kennedy y Robert Mammone                                          |
| 2000 | City Loop                        | Guardia de Seguridad | junto a Sullivan Stapleton, Ryan Johnson, Brendan Cowell, Hayley McElhinney, Jessica Napier & John Batchelor |
| 1999 | Fusion                           | -                    | corto - junto a Alex McTavish y Penny Wilkinson                                                              |
| 1996 | Mr. Reliable                     | Samuel Jakovitch     | junto a Colin Friels, Jacqueline McKenzie, Elaine Cusick, Susie Porter, Anthony Simcoe y John Batchelor      |

### Director, guionista y productor
| Año             | Programa             | Notas                            |
| --------------- | -------------------- | -------------------------------- |
| 2013 - presente | Home and Away        | 42 episodios - editor del script |
| 2011 - presente | Home and Away        | 15 episodios - guionista         |
| 2012            | My Brother Andy      | productor asociado               |
| 2007 - 2009     | Home and Away        | 72 episodios - director          |
| 2009            | Bondi Dreaming       | obra - director & guionista      |
| 2007            | The Journey Into Sin | obra - director                  |
| 2005            | Bill                 | obra - director                  |

### Teatro
| Año  | Obra                        | Personaje | Director (a)    | Teatro          | Notas                                                               |
| ---- | --------------------------- | --------- | --------------- | --------------- | ------------------------------------------------------------------- |
| 2007 | Sexual Perversity in Prague | -         | Augusta Supple  | Newtown Theatre | junto a Toby Levins y Leah Pappin                                   |
| 2006 | We'll Always Have Wagga     | -         | Nicole da Silva | Newtown Theatre | junto a Toby Levins y Renee Lim                                     |
| 2002 | The Glory of Living         | -         | Lynette Wallis  | PACT Theatre    | junto a Kerri Glasscock, Ashley Lyons, Leah Pappin y Michael Pigott |
| 2002 | Savage / Love               | -         | Eddi Goodfellow | -               | junto a Stephanie Jacobsen, Lauren Clair, Andy Holmes y Leah Pappin |
| 2002 | The Glory of Living         | -         | Lynette Wallis  | PACT Theatre    | junto a Melanie Holt, Ashley Lyons, Leah Pappin y Michael Pigott    |

## Premios y nominaciones
| Año  | Categoría           | Premio      | Serie         | Resultado |
| ---- | ------------------- | ----------- | ------------- | --------- |
| 2013 | Serie de televisión | AWGIE Award | Home and Away | Nominado  |